# Psaume 6
Le psaume 6 est le sixième psaume du livre des Psaumes, dans les deux numérotations hébraïque et grecque. Il est attribué au roi David d'après l'indication du premier verset et fait partie des sept psaumes pénitentiels. Il est appelé en latin Domine ne in furore. Ce psaume est probablement destiné à quelqu'un qui a été frappé par la maladie, à moins qu'il n'exprime les sentiments d'Israël souffrant de l'oppression d'un autre peuple.

## Texte
| verset | original hébreu                                       | traduction française de Louis Segond                                                                                 | Vulgate latine                                                                                     |
| ------ | ----------------------------------------------------- | --- | -------------------------------------------------------------------------------------------------- |
| 1      | לַמְנַצֵּחַ בִּנְגִינוֹת, עַל-הַשְּׁמִינִית; מִזְמוֹר לְדָוִד                 | [Au maître de chant. Sur les instruments à cordes. À l’octave. Psaume de David.]                                     | [In finem in carminibus pro octava psalmus David]                                                  |
| 2      | יְהוָה, אַל-בְּאַפְּךָ תוֹכִיחֵנִי; וְאַל-בַּחֲמָתְךָ תְיַסְּרֵנִי               | Yahweh, ne me punis pas dans ta colère, et ne me châtie pas dans ta fureur.                                          | Domine ne in furore tuo arguas me neque in ira tua corripias me                                    |
| 3      | חָנֵּנִי יְהוָה, כִּי אֻמְלַל-אָנִי: רְפָאֵנִי יְהוָה--כִּי נִבְהֲלוּ עֲצָמָי     | Aie pitié de moi, Yahweh, car je suis sans force ; guéris-moi, Yahweh, car mes os sont tremblants.                   | Miserere mei Domine quoniam infirmus sum sana me Domine quoniam conturbata sunt ossa mea           |
| 4      | וְנַפְשִׁי, נִבְהֲלָה מְאֹד; ואת (וְאַתָּה) יְהוָה, עַד-מָתָי             | Mon âme est dans un trouble extrême ; et toi, Yahweh, jusques à quand ?                                              | Et anima mea turbata est valde et tu Domine usquequo                                               |
| 5      | שׁוּבָה יְהוָה, חַלְּצָה נַפְשִׁי; הוֹשִׁיעֵנִי, לְמַעַן חַסְדֶּךָ              | Reviens, Yahweh, délivre mon âme ; sauve-moi à cause de ta miséricorde.                                              | Convertere Domine eripe animam meam salvum me fac propter misericordiam tuam                       |
| 6      | כִּי אֵין בַּמָּוֶת זִכְרֶךָ; בִּשְׁאוֹל, מִי יוֹדֶה-לָּךְ                   | Car celui qui meurt n’a plus souvenir de toi ; qui te louera dans le schéol ?                                        | Quoniam non est in morte qui memor sit tui in inferno autem quis confitebitur tibi                 |
| 7      | יָגַעְתִּי, בְּאַנְחָתִי--אַשְׂחֶה בְכָל-לַיְלָה, מִטָּתִי; בְּדִמְעָתִי, עַרְשִׂי אַמְסֶה | Je suis épuisé à force de gémir ; chaque nuit ma couche est baignée de mes larmes, mon lit est arrosé de mes pleurs. | Laboravi in gemitu meo lavabo per singulas noctes lectum meum in lacrimis meis stratum meum rigabo |
| 8      | עָשְׁשָׁה מִכַּעַס עֵינִי; עָתְקָה, בְּכָל-צוֹרְרָי                       | Mon œil est consumé par le chagrin ; il a vieilli à cause de tous ceux qui me persécutent.                           | Turbatus est a furore oculus meus inveteravi inter omnes inimicos meos                             |
| 9      | סוּרוּ מִמֶּנִּי, כָּל-פֹּעֲלֵי אָוֶן: כִּי-שָׁמַע יְהוָה, קוֹל בִּכְיִי         | Éloignez-vous de moi, vous tous qui faites le mal ! Car Yahweh a entendu la voix de mes larmes.                      | Discedite a me omnes qui operamini iniquitatem quoniam exaudivit Dominus vocem fletus mei          |
| 10     | שָׁמַע יְהוָה, תְּחִנָּתִי; יְהוָה, תְּפִלָּתִי יִקָּח                      | Yahweh a entendu ma supplication, Yahweh accueille ma prière.                                                        | Exaudivit Dominus deprecationem meam Dominus orationem meam suscepit                               |
| 11     | יֵבֹשׁוּ, וְיִבָּהֲלוּ מְאֹד--כָּל-אֹיְבָי; יָשֻׁבוּ, יֵבֹשׁוּ רָגַע             | Tous mes ennemis seront confondus et saisis d’épouvante ; ils reculeront, soudain couverts de honte.                 | Erubescant et conturbentur vehementer omnes inimici mei convertantur et erubescant valde velociter |

## Thème du psaume

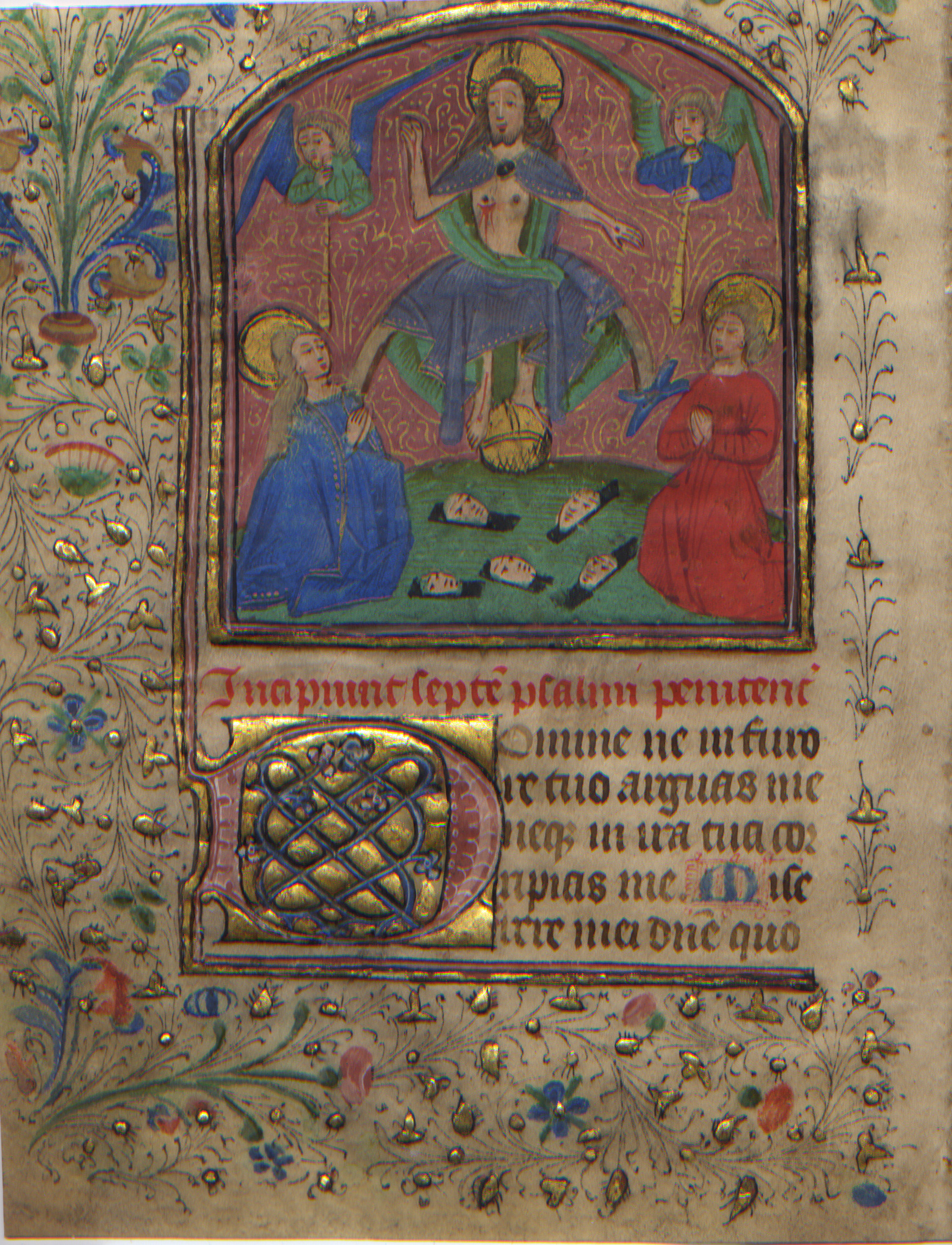
Miniature en vélin du XV d'un livre des Heures faite dans le sud de la France. Le texte est le début du psaume 6 en latin. L'enluminure représente la résurrection des morts.

Le psaume 6 est en trois volets, distingués par la personne. D'abord, le psalmiste s'adresse à Dieu, puis il parle de lui-même, et enfin de ses ennemis.
Le psalmiste exprime sa détresse dans les volets 1 et 2. Il utilise une riche palette de termes pour la décrire : « sans force », « os tremblants », « trouble extrême ». Il exprime même sa détresse par la démesure : « couche baignée de larmes », « œil consumé par le chagrin », etc.
À l'énonciation des ennemis du psalmiste, on comprend que sa détresse est causée par un problème d'ordre relationnel. Mais on ne sait pas s'il est innocent. En revanche, il affirme qu'il sera rétabli et que ses opposants seront confondus. La détresse semble d'abord psychologique, mais s'exprime aussi par le corps. C'est autant le corps que l'âme du psalmiste qui crie vers Dieu. En fait, il est touché aussi dans son être spirituel, confronté à l'abandon de Dieu. Dans l'absence de Dieu se dessine l'espérance finale du psalmiste, un cri de confiance exprimé dans les trois derniers vers.

## Usages liturgiques

### Dans le judaïsme
Les versets 10 et 11 font partie du Tahanoun, dans la prière du matin (Sha'harit) et de l'après-midi (Min'ha) durant les offices de la semaine.

### Dans le christianisme

#### Chez les catholiques
Selon la règle de saint Benoît, fixée vers 530, il fallait que le lundi, les moines exécutent ce psaume lors de l'office de prime, après les psaume 1 et psaume 2.
Dans la liturgie des Heures aussi, le psaume 6 est récité ou chanté à l’office des lectures du lundi de la première semaine.

## Mise en musique
Henry Desmarest a écrit un motet, "Domine ne in furore" (1713), classé parmi les grands motets lorrains. Le psaume 6 est aussi l'une des seize pièces pour orgue composées par Anthoni van Noordt, connue sous le nom de Ne veuille pas, ô Sire.
Dans sa version allemande (« Ach Herr, strafe mich nicht »), ce psaume a été employé, entre autres par Sebastian Knüpfer (1633 –  1676) et par Georg Philipp Telemann (1681-1767).